# Heraclenolo
L'heraclenolo è una sostanza organica appartenente alla famiglia delle furanocumarine, presente in particolare nella buccia di agrumi quali il limone e il lime, nel basilisco e nel succo di panace.